# Наши задачи
«На́ши зада́чи» — сборник статей Ивана Ильина, основанный на рассылке аналитических материалов.
Очередные выпуски издавались на ротаторе руководством Русского общевоинского союза (РОВС) и рассылались в течение семи с лишним лет, с 1948 по 1955 год, «только для единомышленников», де-факто — членов этой организации.
Автором первых 215 выпусков был сам Ильин. После его смерти (декабрь 1954) было подготовлено ещё 8 номеров, включивших некрологи и сведения об авторах статей, «раскрывших» псевдоним.
В 1956 году все 223 номера «Наших Задач» были переизданы типографским способом для широкого круга читателей в виде двухтомника в Париже, где располагалась штаб-квартира РОВС. В 1991 году в Джорданвилле (США) вышло ещё одно издание «Наших Задач», осуществлённое трудами профессора Питтсбургского университета Николая Петровича Полторацкого и председателя Русского общевоинского союза поручика Владимира Владимировича Гранитова. После 1991 года «Наши Задачи» неоднократно переиздавались в России, а сами статьи — широко цитировались политиками.